# Acordai, se Estais Dormindo
"Acordai, se estais dormindo" é uma cantiga de janeiras tradicional portuguesa originária da localidade de Chão de Lopes na freguesia de Amêndoa (Mação).

## História
A cantiga foi recolhida pelo etnógrafo português Francisco Serrano e publicada pelo próprio em 1921 na obra Romances e Canções Populares da Minha Terra. O autor introduz assim a obra:
| “ | Nalgumas povoações, os rapazes que pedem janeiradas, não se utilizam dos chouriços, morcelas e vários géneros agrícolas que lhes dão; vendem tudo, e, com o produto, mandam dizer missas pelas almas do purgatório. Na freguesia de Amêndoa assim sucede, cantando os rapazes as quadras e a música que se seguem | ” |

Neste sentido a composição pode ser mais corretamente caracterizada como um "canto das almas", de temperamento sombrio, usado nos peditórios noturnos pelas almas em processo de purificação no purgatório que necessitem de auxílio para a elevação até ao Céu.
A composição foi adaptada pelo compositor português Fernando Lopes-Graça e incluída na sua Segunda Cantata do Natal, terminada em 1961.

## Letra

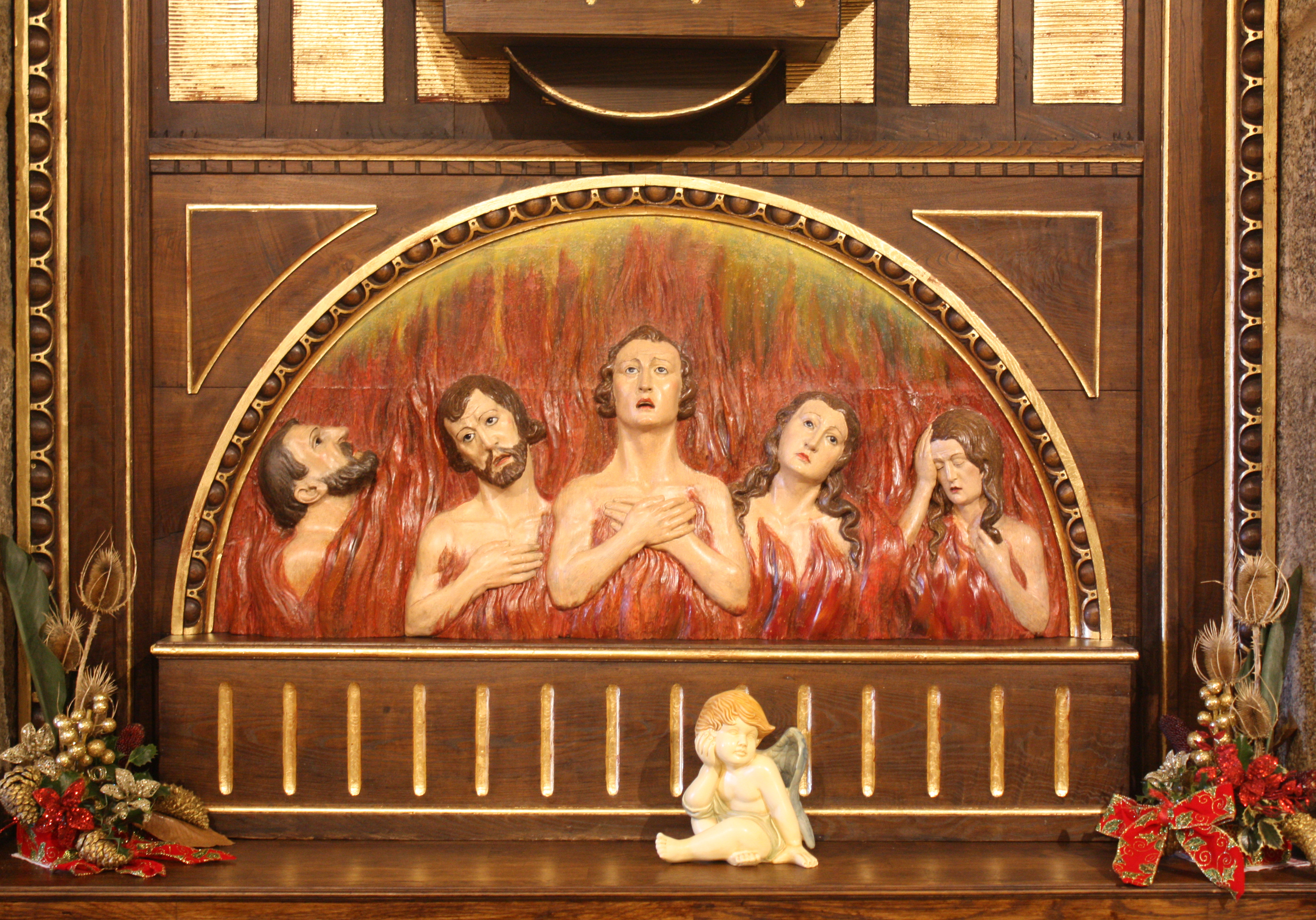
Um relevo representando as almas do Purgatório coexiste com decorações de Natal na Igreja de São Vicente d'O Grove, Galiza. Esta cantiga relembrava os paroquianos da necessidade de rezar pelas almas mesmo após a época festiva do Natal.

Acordai, se estais dormindo,

Desse sono tão profundo

Que à porta vos estão pedindo

Prás almas do outro mundo.

As almas do outro mundo

Elas nos mandam pedir,

Dai esmola, se puderes

Que elas não podem cá vir.

As esmolas que nos dais

Não penseis que as comemos;

Elas são pra dizer missas

Pelas almas que lá temos.

## Discografia
- 1964 — Fernando Lopes-Graça Second Christmas Cantata. Coro da Academia de Amadores de Música. Decca / Valentim de Carvalho. Faixa 11.
- 1979 — Fernando Lopes-Graça Segunda Cantata do Natal. Choral Phidellius. A Voz do Dono / Valentim de Carvalho. Faixa 11.
- 2012 — Fernando Lopes-Graça Obra Coral a capella  - Volume II. Lisboa Cantat. Numérica. Faixa 11.[2]